# أحمد كمالي
أحمد كمالي ( -1 أغسطس 2013) هو ممثل مصري، مثل أكثر من 250 عمل فنياً ولم يحصل على بطولة مطلقة.

## مسيرته
بدأ مسيرته الفنية في نهاية السبعينيات من خلال مسلسلات وسهرات وأفلام التليفزيون ثم عمل في أدوارا ثانوية بالسينما.

## أعماله
من أعماله:
- هرم الست رئيسة 2012 - مسلسل
- الخيول تنام واقفة 2009 - مسلسل
- امرأة في شق الثعبان 2007 - مسلسل
- أولاد عزام 2007 - مسلسل
- القاهرة ٢٠٠٠ 2006 - مسلسل
- بنت بنوت 2006 - مسلسل
- دعوة فرح 2006 - مسلسل
- عيون تائهة 2006 - مسلسل
- كشكول لكل مواطن 2006 - مسلسل
- لا أحد ينام في الإسكندرية 2006 - مسلسل
- لم تنس أنها امرأة 2006 - مسلسل
- مواطن بدرجة وزير 2006 - مسلسل
- إضحك قبل الضحك مايغلا 2005 - مسلسل
- بابا في تانية رابع 2005 - مسلسل
- ينابيع العشق 2005 - مسلسل
- بطة وأخواتها 2004 - مسلسل
- مشوار امرأة 2004 - مسلسل
- ملح الأرض 2004 - مسلسل
- المقعد الخلفي 2003 - سهرة تليفزيونية
- جدتي زوزو 2003 - سهرة تليفزيونية
- صاحبك من بختك 2003 - مسلسل
- العشق والدم 2002 - فيلم
- إنسى اللي فات يا فرحات 2002 - مسلسل
- جماد من لحم 2002 - مسلسل
- أولى ثانوي 2001 - فيلم شحاته - مدرس اللغة العربية
- ضبط وإحضار 2001 - مسلسل الحاج سليمان والد طلعت
- أحلام مؤجلة 2000 - مسلسل
- البصمة 2000 - مسلسل
- الفسطاط 2000 - مسلسل
- الكلام في الممنوع 2000 - فيلم الصيدلي
- أمشير 2000 - مسلسل زيدان
- أوان الورد 2000 - مسلسل
- روبابيكيا 2000 - مسلسل
- سوق الرجالة 2000 - مسلسل
- الرجل الآخر 1999 - مسلسل عم شعبان
- القطار الأخير 1999 - مسلسل
- الليث بن سعد 1999 - مسلسل
- حرث الدنيا 1999 - مسلسل
- دفتر مواعيد 1999 - سهرة تليفزيونية
- ع الحلوة والمرة 1999 - مسلسل
- الأب 1998 - مسلسل
- الإمام ابن حزم 1998 - مسلسل
- العيش والملح 1998 - مسلسل
- ألف ليلة وليلة: ذات الخال 1998 - مسلسل
- امرأة من زمن الحب 1998 - مسلسل
- رد قلبي 1998 - مسلسل حسين صادق
- نحن لا نزرع الشوك 1998 - مسلسل حسن
- وادي فيران 1998 - مسلسل شيخ جامع
- وتمضي الأيام 1998 - مسلسل
- الحاوي 1997 - مسلسل
- الحصاد المر 1997 - مسلسل
- امرأة فوق القمة 1997 - فيلم سيد عبد الرحمن - منجد المفروشات
- صفقة مضمونة 1997 - سهرة تليفزيونية
- عوضين وإمبراطورية عين 1997 - مسلسل
- فرط الرمان 1997 - مسلسل
- هارون الرشيد 1997 - مسلسل
- التحويلة 1996 - فيلم الأستاذ ثابت
- الحفار 1996 - مسلسل الممثلة دلال شوقي
- الزمن والكلاب 1996 - فيلم
- أيام الغربة 1996 - مسلسل
- زقاق السنجقدار 1996 - مسلسل
- نصف ربيع الآخر 1996 - مسلسل حسن
- نوادر العرب 1996 - مسلسل
- وسادسهم الزمن 1996 - مسلسل
- اثنين .. اثنين 1995 - مسلسل
- الزيني بركات 1995 - مسلسل
- عودة السيد 1995 - سهرة تليفزيونية عم بسيوني
- غريب في الميناء 1995 - فيلم عم كامل
- فارس السيف والقلم: أبي فراس الحمداني 1995 - مسلسل
- لن أخضع لرجل 1995 - مسلسل
- اللقاء المستحيل 1994 - سهرة تليفزيونية
- أم هلال في القاهرة 1994 - مسلسل
- بوابة المتولي 1994 - مسلسل
- رياح الخوف 1994 - مسلسل
- عمر بن عبدالعزيز 1994 - مسلسل
- لا 1994 - مسلسل
- أبناء ولكن 1993 - مسلسل
- الشرسة 1993 - فيلم
- العودة الأخيرة 1993 - مسلسل
- الوعد الحق 1993 - مسلسل أبن ابي قوقل اليهودي
- دموع صاحبة الجلالة 1993 - مسلسل منيب صحفي
- ذئاب الجبل 1993 - مسلسل
- محمد رسول الله إلى العالم 1993 - مسلسل
- الحب المر 1992 - فيلم عزمى مجاهد - جراح
- القضاء في الإسلام ج3 1992 - مسلسل
- جنة حتحوت 1992 - مسلسل
- خشوع 1992 - مسلسل
- ضد الحكومة 1992 - فيلم حمودة
- اللعب مع الكبار 1991 - فيلم
- بصمات على الطريق 1991 - سهرة تليفزيونية
- شاويش نص الليل 1991 - فيلم الشيخ إبراهيم
- شحاتين ونبلاء 1991 - فيلم
- شموع لا تنطفئ 1991 - مسلسل
- غريب 1991 - مسلسل
- مسجل خطر 1991 - فيلم عسكري بالقسم
- مملوك في الحارة 1991 - مسلسل
- مولد نجم 1991 - فيلم
- ولدي 1991 - مسلسل
- أحلام في الهواء 1990 - مسلسل
- إسطبل عنتر 1990 - مسلسل
- الرجل والقطار 1990 - مسلسل
- الغفران 1990 - مسلسل
- اليقين 1990 - مسلسل
- زغلول يلمظ شقوب 1990 - مسلسل
- غزوة بدر الكبرى 1990 - مسلسل
- ليالي الحلمية ج3 1990 - مسلسل
- مجالس العرب: من مجالس هارون الرشيد 1990 - مسلسل
- مطلوب عروسة 1990 - مسلسل
- مغامرات زكي الناصح 1990 - مسلسل
- نقطة تحول 1990 - مسلسل
- وجاء الإسلام بالسلام 1990 - مسلسل
- يوم مالوش آخر 1990 - مسلسل - اذاعي
- الأراجوز 1989 - فيلم
- القضاء في الإسلام ج2 1989 - مسلسل
- الكهف والوهم والحب 1989 - مسلسل
- أنا وانت وبابا في المشمش 1989 - مسلسل مغازي
- أهلا يا جدو العزيز 1989 - مسلسل
- أولاد حظ 1989 - فيلم خليل عبدالصمد
- حدث في بيت القاضي 1989 - مسلسل
- دعوة للحياة 1989 - مسلسل
- طيور الزمن الجريح 1989 - مسلسل
- عنبر الموت 1989 - فيلم
- كلاكيت آخر مرة 1989 - سهرة تليفزيونية عامل
- محاكمة الجيل 1989 - مسلسل
- اغتيال مدرسة 1988 - فيلم الأستاذ عبدالسميع
- البيت الكبير 1988 - مسلسل
- الفدّان الأخير 1988 - مسلسل
- اللي معاه قرش 1988 - مسلسل
- بابا ملياردير 1988 - سهرة تليفزيونية
- حبيتك بالصيف 1988 - سهرة تليفزيونية
- دوار يا زمن 1988 - مسلسل
- رأفت الهجان ج1 1988 - مسلسل
- غرباء في المدينة 1988 - مسلسل
- فوازير المناسبات 1988 - مسلسل - فوازير
- ليلة في شهر 7 1988 - فيلم
- مولود في الوقت الضائع 1988 - مسلسل
- أبناء وقتلة 1987 - فيلم عمر
- أصوات تبحث عن ميكروفون 1987 - مسلسل
- القضاء في الإسلام ج1 1987 - مسلسل
- خليل بعد التعديل 1987 - فيلم
- خمسة خمسة 1987 - مسلسل
- رفاعة الطهطاوي 1987 - مسلسل
- سنبل بعد المليون 1987 - مسلسل بسيوني
- صائمون والله أعلم 1987 - مسلسل
- غداً تدق الأجراس 1987 - مسلسل
- كل شيء قبل أن ينتهي العمر 1987 - فيلم
- الأنصار 1986 - مسلسل
- البنديرة 1986 - فيلم راكب الاوتوبيس
- الحب العظيم 1986 - مسلسل
- سفر الأحلام 1986 - مسلسل مرسي
- الصعود إلى القمة 1985 - مسلسل عبد العزيز بن عبد الرحمن الناصر
- برديس 1985 - مسلسل
- بلاد السعادة 1985 - مسلسل
- حكايات هو وهي 1985 - مسلسل
- دنيا 1985 - مسلسل
- رسول الإنسانية 1985 - مسلسل
- فكرة خاطئة 1985 - سهرة تليفزيونية
- محمد رسول الله ج5 1985 - مسلسل
- مغامرات ميشو 1985 - مسلسل
- أجمل الزهور 1984 - مسلسل
- تزوير في أوراق رسمية 1984 - فيلم موظف السجل المدنى
- دعوة للحب 1984 - مسلسل
- رجل فوق الأمواج 1984 - مسلسل
- رحلة المليون 1984 - مسلسل بسيوني
- عشرة على باب الوزير 1984 - مسرحية
- لمن يهمه الأمر 1984 - مسلسل
- محمد رسول الله ج4 1984 - مسلسل
- عمرو بن العاص 1983 - مسلسل
- نور الإسلام 1983 - مسلسل
- أديب 1982 - مسلسل
- الجسر 1982 - مسلسل
- الكعبة المشرفة 1981 - مسلسل
- دندش 1981 - فيلم
- الإمام مالك 1980 - مسلسل
- العجوز والدنيا وأنا 1980 - سهرة تليفزيونية
- دموع في عيون وقحة 1980 - مسلسل أبو أشرف
- الأيام 1979 - مسلسل
- عيون تعرف الحقيقة 1979 - مسلسل
- كيمو 1979 - مسلسل
- أحلام الفتى الطائر 1978 - مسلسل عبد ربه
- عودة الروح 1977 - مسلسل
- النشالة والجاسوس 1975 - مسلسل - اذاعي
- أجراس الأمل 1974 - سهرة تليفزيونية
- النورس 1972 - مسلسل - اذاعي
- صراع مع الحب 1972 - مسلسل - اذاعي
- أربعة في خمسة 0 - مسلسل
- أرملة وثلاثة أزواج 0 - مسلسل - اذاعي
- أغرب القضايا 0 - مسلسل - اذاعي قضية اختفاء ناعسة
- الأتوبيس واليويو 0 - مسلسل - اذاعي
- الأستاذ أبو المكارم 0 - مسلسل - اذاعي
- الأشرفية 0 - مسلسل - اذاعي
- الجدران الدافئة 0 - مسلسل - اذاعي
- الحب فوق هضبة الهرم 0 - مسلسل - اذاعي
- الرجل ذو الوجه الاخر 0 - مسلسل - اذاعي
- السعادة إجازة قصيرة 0 - مسلسل - اذاعي
- السيل 0 - مسلسل - اذاعي
- العاطفة المدمرة 0 - سهرة تليفزيونية
- الفرج بعد الشدة 0 - سهرة تليفزيونية
- القتل بالمراسلة 0 - سهرة تليفزيونية
- الكدب ليه ألف رجل 0 - مسلسل - اذاعي
- المتهم البريء 0 - سهرة تليفزيونية
- المهاجر 0 - فيلم
- النافذة المغلقة 0 - مسلسل - اذاعي
- الوجه والقناع 0 - سهرة تليفزيونية
- أمانتك مهر لأبنتي 0 - سهرة تليفزيونية
- امرأة من حديد 0 - مسلسل - اذاعي
- أئمة الهدى 0 - مسلسل
- بسطاويسي مسافر ليه 0 - مسلسل - اذاعي
- بنات حارتنا 0 - مسلسل - اذاعي
- جواب حبيبي 0 - مسلسل - اذاعي
- حكايات جدتي 0 - مسلسل
- حكم الزمن 0 - مسلسل
- حكم الزمن 0 - مسلسل - اذاعي
- حلم ولا علم 0 - سهرة تليفزيونية
- حلم ولا علم 0 - مسلسل - اذاعي
- خاتم السعد 0 - مسلسل
- خميس وجمعة 0 - مسلسل - اذاعي
- دموع الانسان الآلي 0 - سهرة تليفزيونية
- رحلة إلى كوكب السعادة 0 - مسلسل - اذاعي
- رحلة عمر 0 - مسلسل - اذاعي
- شيء من الخطر 0 - مسلسل - اذاعي
- شيخ الغفر 0 - سهرة تليفزيونية
- صراع 0 - مسلسل
- عباد الرحمن 0 - مسلسل
- عباس وحكايته مع الناس 0 - مسلسل
- عبدالرحمن الغافقي 0 - مسلسل
- عبده كاراتية 0 - مسلسل - اذاعي
- عريس بنتي 0 - مسلسل - اذاعي
- عصافير الجبل 0 - مسلسل - اذاعي
- عقدة شحاتة 0 - مسلسل - اذاعي
- عندما يموت الخوف 0 - مسلسل - اذاعي
- عيون الحب 0 - مسلسل - اذاعي
- غداً يزورنا القمر 0 - مسلسل - اذاعي
- قبل الرحيل 0 - مسلسل - اذاعي
- قصة الأستاذ حندوس 0 - سهرة تليفزيونية
- قلوب خضراء 0 - سهرة تليفزيونية
- كانت ملاكا 0 - مسلسل - اذاعي
- كله سلف ودين 0 - مسلسل
- لعبة الحياة 0 - مسلسل - اذاعي
- ليلة حظ 0 - مسلسل - اذاعي
- مشوار 0 - سهرة تليفزيونية
- مشوار سلامة 0 - مسلسل
- ممنوع بأمر الاولاد 0 - سهرة تليفزيونية
- من الحياة 0 - برنامج
- نفوسة 0 - سهرة تليفزيونية
- نور الدين والقصر المسحور 0 - مسلسل - اذاعي
- هنداوي 0 - مسلسل - اذاعي
- وتبقى الأرض دائما 0 - مسلسل
- ولا كل فلوس الدنيا 0 - مسلسل - اذاعي
- ويبقى الحب 0 - مسلسل - اذاعي